# Alain Loubier
Pour les articles homonymes, voir Loubier.
Alain Loubier est un homme politique et avocat québécois (Canada). Il est le chef de son parti, le Renouveau municipal de Québec (RMQ) et le chef de l'Opposition officielle, alors majoritaire au Conseil municipal de Québec, en 2008.  

## Biographie
Alain Loubier est d'abord avocat plaideur au bureau du Procureur général du Québec. Lors des réorganisations municipales québécoises du début des années 2000, Jean-Paul L'Allier l'invite à se joindre au parti du Renouveau municipal de Québec.  Il est élu conseiller municipal du district de Maizerets de la ville de Québec en 2001, sous la bannière du parti du RMQ. Il a été le président du Conseil municipal de Québec de 2002 à 2005. Puis, à partir de 2005, il est président de l'arrondissement Limoilou.
Au début 2008, il apparaît comme "l'homme fort" du RMQ. Il devient le chef de son parti et le chef de l'Opposition officielle en septembre 2008.  
Les chroniqueurs relevaient son style "plus mordant" que celui de son prédécesseur à la direction du parti (par intérim), Jean-Marie Matte et l'ampleur de sa tâche face à la popularité du maire Régis Labeaume,.  À l'automne 2008, il fait face à une série de départs de conseillers du RMQ pour devenir des conseillers indépendants.
En février 2009, il devient le candidat déclaré du RMQ à la mairie de la ville de Québec pour les élections municipales du 1er novembre suivant. Il entend alors mettre l'accent sur le caractère dépensier du maire. Le 18 juin 2009, après un nouveau départ de conseillers de son équipe, et face à la difficulté de remporter une élection contre le populaire maire, il annonce sa démission de son poste de chef du RMQ, effective le 6 juillet, et son retrait de la vie politique et donc de son poste de conseiller aux élections de novembre,. À l'automne 2009, il devient blogueur afin de pouvoir commenter l'actualité municipale.
Alain Loubier est le conjoint en 2008 de l'ancienne conseillère municipale du RMQ, cheffe du RMQ et de l'Opposition officielle ainsi qu'ancienne candidate du RMQ à la mairie de Québec à l'élection partielle du 2 décembre 2007, Ann Bourget,.